# Hochzeitsnacht im Regen
Hochzeitsnacht im Regen ist ein deutsches Filmmusical der DEFA von Horst Seemann aus dem Jahr 1967 mit Traudl Kulikowsky und Frank Schöbel in den Hauptrollen.

## Handlung
Friseuse Gabriele, genannt Gabi, möchte Jockey werden. Sie erhält von ihren Freunden und Kunden einen Jockey-Sattel geschenkt und begibt sich nach Berlin, wo sie im Hoppegarten auf eine Anstellung hofft. Der dortige Cheftrainer der Pferde jedoch nimmt sie nicht ernst, gab es doch noch nie einen weiblichen Jockey. Gabi ist nun ohne Arbeit und nach einer Nacht im Nobelhotel „Unter den Linden“ auch beinahe pleite. Sie sucht eine Wohnung, doch erhält man die in Berlin nur mit Aufenthaltserlaubnis. Die wiederum gibt es nur, wenn man eine Arbeit hat – ein Teufelskreis. Kurzerhand entscheidet sich Gabi für den einzigen Ausweg: Sie will einen Berliner mit Wohnung heiraten.
Auf der Straße wird sie mit einem Mal vom Moderator einer Quizsendung angesprochen, der auf eine Frage vor laufender Kamera eine witzige Antwort hören will. Als Gabi ihm ihr Dilemma erklärt, gewinnt sie einen Kinderwagen, in dem sie fortan ihren Jockey-Sattel spazieren fährt. Durch die Übertragung sind nun die Männer auf sie aufmerksam geworden und sie entscheidet sich, den Motorradfahrer Freddy zu heiraten, der ihr eine Edelwohnung in Berlin verspricht. Bei der Eheschließung jedoch wird deutlich, dass er eigentlich in Jena wohnt. Das Haus in Berlin entpuppt sich als Zelt am See und Freddy als normaler Berlinurlauber, der zudem an Pferden keinerlei Interesse hat.
Freddys Freunde wollen dem jungen Paar helfen und beginnen mit dem Bau eines Holzhauses auf der Insel im See. Gabi gibt ihren heimlich Traum, Jockey zu werden, nicht auf und kann den Futtermeister von Hoppegarten überreden, sie drei Mal die Woche trainieren zu lassen. Als Freddy hinter ihr Tun kommt, steht die Ehe kurz vor dem Aus. Seine Freunde und auch der Futtermeister stellen sich jedoch auf die Seite von Gabi, die vom Zeltplatz wegzieht. Erst das Verschwinden von Gabi öffnet Freddy die Augen – er liebt sie. Er verkauft sein Motorrad, um Gabi eine Reise nach Budapest zu einem internationalen Nachwuchspferderennen zu ermöglichen. Dort mischt er einem Reiter des Berliner Teams Schlaftabletten in sein Getränk und ermöglicht so Gabi die heimliche Teilnahme am Rennen. Gabi gewinnt und überrascht damit den Futtermeister, der sie trainiert hat, ebenso wie den Cheftrainer, der sie nun als Jockey akzeptiert. Und auch zwischen Gabi und Freddy gibt es ein Happy End: Beide heiraten noch in Budapest ein zweites Mal.

## Produktion
Hochzeitsnacht im Regen war die erste abendfüllende Regiearbeit Horst Seemanns und das zweite Filmmusical der DEFA. Schlagersänger Frank Schöbels Sprechparts werden von Ingolf Gorges synchronisiert, da Seemann, der zu der Zeit mit Hauptdarstellerin Traudl Kulikowsky liiert war, auf Schöbel eifersüchtig war.
Der Film wurde teilweise in Budapest gedreht. Er enthält zahlreiche Lieder, die unter anderem von Frank Schöbel, Chris Doerk, Ruth Hohmann, Manfred Krug, Vera Schneidenbach, Horst Krüger und dem Gerd Michaelis Chor gesungen werden, darunter zum Beispiel:
- Es gibt nicht nur dich (K: Thomas Natschinski/T: Gerrit Gräfe), gesungen von Frank Schöbel und Team 4
- Wahrheit (K: Thomas Natschinski/T: Hartmut König), gesungen von Frank Schöbel und Team 4

Der Film wurde am 14. Mai 1967 in den Europa-Lichtspielen in Karl-Marx-Stadt, heute Chemnitz, uraufgeführt.

## Kritik
Die zeitgenössische Kritik bemängelte das darstellerische Talent Kulikowskys und bemerkte, dass „der Beweis dafür, daß Hauptdarstellerin Traudl Kulikowsky auch spielen kann, […] nicht erbracht [wurde]“. Andere Kritiker meinten, dass der Film seinem eigenen Anspruch nicht gerecht werde, das Thema der Gleichberechtigung als bildstarkes Musical zu präsentieren: „Die hektische Erzählweise und der forcierte Witz verschütten die bemerkenswerten Momente, in denen Bildphantasie und Musikalität zur Synthese, zu persönlichem filmischen Ausdruck drängen.“
Das Lexikon des internationalen Films sah in Hochzeitsnacht im Regen den „Versuch eines Musicals; trotz angestrengter Fantasie und betonter Schauwerte eher schwerfällig und ohne genügend Witz.“